# Aribi
Aribi fou un antic regne del nord-oest d'Aràbia, origen del poble aribi, després àrabs. La primera vegada que s'esmenta als aribi és el 854/853 aC amb relació a la batalla de Qarqar, una coalició d'uns 12 reis contra Assíria sota Salmanassar III (858-834 aC), en la qual va participar el seu cap Gindibu. Se'ls torna a esmentar després del 740 aC quan Arpad es va rendir als assiris, i diversos estats van pagar tribut en aquell any i després durant l'expedició assíria del 738 aC. La inscripció de Teglatfalassar III (745–727 aC) que s'hi refereix, diu: "He rebut tribut de Kushtaspi de Kummukh, de Rezon de Damasc, de Menahem de Samària (Regne d'Israel), d'Hiram de Tir, de Shipitbaal de Biblos, d'Urikki de Que, de Pisiris de Karkemish d'Inil de Hamath, Panammu de Sam'al, de Tarkhulara de Gurgum, de Sulumal de Meliddu, de Dadilu de Kaska, d'Uasurme de Tabal, d'Ushhitti d'Atuna, d'Urballa de Tukhan (Tuwana), de Tuhamme d'Ishtunda, d'Urimme de Khubishna, i de Zabibe la reina d'Aribi".

## Història
Vers 715 aC fou necessària una expedició a Aràbia per imposar el pagament del tribut a la tribu Khaiapa, que havia deixat de pagar després d'uns quants anys de pagaments regulars, i l'havien secundat les tribus de Tamud, Ibadidi, Marsiani (o Marsiman, al sud-est de Thamud) i Jayappa. Derrotats fàcilment es van haver de sotmetre, i el rei Itamat de Saba, el faraó (Piru) d'Egipte (que havia de ser Shabaka o en tot cas un cap local del delta) i la reina d'Aribi, Samsi, van enviar regals al rei.
L'expedició a Aràbia no se sap en quina data es va fer. Se l'ha situat el 691 i el 690 aC, però les dates més probables són entre 688 i 682 aC. A Aribi regnava Iati'e (Yati) a qui vers el 690 aC va succeir la reina Te'elhunu. Els beduïns només pagaven el tribut quan tenien por de ser obligats a fer-ho per un exèrcit poderós, i per la seva mobilitat era difícil qualsevol campanya, car era més fàcil dominar ciutats que dominar una terra on les ciutats eren de tendes que un dia i eren i el següent ja no. Sembla que alguna tribu pagava tribut al faraó. El rei assiri va fer una expedició per restaurar el domini i imposar el tribut, però només se sap per una inscripció del fill i successor de Sennàquerib i no es pot datar. Se sap que va ocupar Adumu, un establiment dels beduïns i els ídols trobats al lloc foren traslladats a Assíria, però poca cosa més devia fer l'exèrcit en una terra tan complicada pel que era l'actuació militar convencional.
El 674 aC Assarhaddon va fer una campanya contra Egipte que va fracassar; els assiris van arribar a la frontera però no la van creuar i es van limitar a una campanya contra els habitants del país de Melukhkha, del qual les inscripcions esmenten un rei; la campanya en una zona desèrtica va estar a punt de costar cara als assiris, que per sort van tenir el suport del regne d'Aribi; els assiris van arribar potser fins a Mont Shamar (Djebal Shammar) que no devia formar part de Melukhkha. El rei d'aquest darrer país, aliat d'Egipte, fou fet presoner. La campanya era més d'advertència que de conquesta i volia avisar de la conveniència de no donar suport als egipcis. Amb relació a Aribi, suposadament situat entre l'Eufrates i Palestina, els reis d'Assíria ja havien tingut relacions amb dues de les seves reines, i el país havia estat assolat per Teglatfalassar III, Sargon II o Sennàquerib, de manera que el regne estava sota una certa influència cultural i política assíria. Durant el regnat de Sennàquerib el rei d'Aribi, Hazael (Khaza-Ilu), fou atacat i els assiris es van emportar als déus locals; ara van demanar a Assarhaddon el retorn de les estàtues, que el rei va concedir. Aquí es produeix una circumstància sense explicació coneguda: una reina de nom Tabua, que havia estat criada a la cort assíria, fou establerta al tron però sense alterar la situació de manera que Hazael va seguir regnant. Hazael va morir durant el regnat d'Assarhaddon i el va succeir el seu fill anomenat Ya'lu o Yata o Yailu. Maspero pensa que en realitat Tabua fou simplement casada amb Hazael però als cilindres A i C el domini del regne se li atribueix expressament. Després va fer la guerra a la terra de Bazu situada enfront de Dilmun (probablement Bahrain i al-Ahsa) a través de la terra de Khazu (que podria ser el-Ahsa); la terra de Bazu alguns la identifiquen amb Qatar, ja que diu que hi havia escorpits i serps que poblaven el sòl com formigues i hi havia deserts d'arena i sal, però més probablement era Aràbia del nord, ja que vuit reis hi foren derrotats (un nombre massa gran per Qatar); un d'ells era el rei Napiati dels nabateus a la zona; un altre era Khabisa de Kataba'a, i un tercer Nikharu de Gau'an o Gavuan.
Vers el 650 aC la revolta de Babilònia contra Assíria va trobar suport a Aribi. El rei rebel tenia alguns contingents enviats des d'Aribi però de menor importància; però els arameus i caldeus de l'est i sud de Babilònia no van fer cap pas i finalment el 648 aC la revolta fou aplanada.
Vers 647 aC Assurbanipal va fer campanya contra els àrabs per haver recolzat la revolta. El regne d'Aribi estava a la part nord d'Aràbia, el rei del qual Yauta o Yaudi conegut per Watiu o Watig ("el Murri"), i la reina Adiya, havien enviat tropes dels seus aliats quedarens (kedarens o kedarenes, en assiri kadri o kidri) a Shamash-shum-ukin, manades per dos xeics de noms Abiyate i Ayamu. A canvi d'aquesta ajuda hauria pogut ampliar el seu territori i s'havia apoderat de territoris d'altres estats àrabs, d'Edom, Yabrud, Beth-Ammon (o simplement Ammon), Hauran, Moab, Sa'arri, Khargi i Subiti. Ara, en acostar-se Assurbanipal, Yauta va fugir del país i es va refugiar al regne del nabateus, i un nebot seu, Uaite I o Uaate I, va agafar el tron i no va presentar oposició a les forces assíries; fou capturat i enviat encadenat a Nínive i lligat a una porta com si fos un gos de vigilància. La reina Adiya també va caure presonera. En la mateixa campanya també es va prendre venjança contra el xeic Ammuladi dels quedarens o kedarens; Ammuladi va buscar refugi a Palestina on fou atrapat i derrotat sent fet presoner. Abiyate fou posat al tron d'Aribi. No va exercir gaire aquest càrrec perquè després apareix com a xeic dels quedarens i Uaita II fill de Bir-Dadda (oncle d'Uaita I) apareix al tron d'Aribi.
Poc després es va formar una aliança entre Natnu, rei dels nabateus, Uaite, rei d'Aribe i Abiyate, príncep (xeic) dels quedarens. Assurbanipal es va assabentar dels seus plans i va enviar un exèrcit a la zona. Els assiris van creuar el desert i van establir el seu campament a Laribda. Dins el desert van derrotar els nabateus i a la tribu beduïna (iturea) dels Isammi'u. Els àrabs d'Uaite II també foren derrotats. Els assiris van retornar cap a Damasc i des d'aquí a Khulkhulit (Khalkhala o Khulkhula) a l'est de Ledjah (a 9 llegues de Damasc) on Abiyate (Abiyati'i) fou derrotat i capturat. Uaite II fou fet presoner poc després i enviats a Assíria i només es va salvar Natnu perquè els assiris van renunciar a entrar al seu territori. Un fill d'Uaite II va agafar el títol de rei.
Després el regne desapareix de les fonts assíries i torna a ser esmenta com Arabaya durant el període dels aquemènides de Pèrsia, més d'un segle més tard.

## Reis
- Gandibu, vers 855 aC
- Zabibe (reina), vers 738 aC
- Samsi (reina), vers 715 aC
- Iati'e (Yati) fins vers 690 aC
- Te'elhunu (reina) vers 690-680 aC (possiblement corregent amb Hazael)
- Hazael (Khaza-Ilu) vers 690-676 aC
- Tabua (reina corregent amb Hazael) vers 680-676
- Ya'lu o Yata o Yailu vers 676
- Uabu 676-675 aC
- Ya'lu o Yata o Yailu, Yauta o Yaudi conegut per Watiu o Watig ("el Murri") vers 675-648 aC
- Adiya (reina, corregent amb l'anterior) vers 670-647 aC
- Uaite I o Uaate I 647 aC
- Abiyate 647-645 aC
- Uaite II o Uaate II 645-640 aC
- Bar Uaite o Uaate 640 aC - ?